# Dendrobium albosanguineum
Dendrobium albosanguineum là một loài lan trong chi Lan hoàng thảo.